# Feodosij Bilczenko
Feodosij Łukicz Bilczenko, Fieodosij Łukjanowicz Bielczenko (ukr. Феодосій Лукич Більченко, ros. Феодосий Лукьянович Бельченко, ur. 28 września 1922 we wsi Domaszlin w rejonie koriukiwskim w obwodzie czernihowskim, zm. 4 czerwca 2004 tamże) – radziecki wojskowy, starszy sierżant, Bohater Związku Radzieckiego (1945).

## Życiorys
Urodził się w ukraińskiej rodzinie chłopskiej. Miał wykształcenie podstawowe, pracował w kołchozie, we wrześniu 1943 został powołany do Armii Czerwonej. Od lutego 1944 uczestniczył w wojnie z Niemcami, był pomocnikiem dowódcy plutonu 218 gwardyjskiego pułku piechoty 77 Gwardyjskiej Dywizji Piechoty 69 Armii 1 Frontu Białoruskiego w stopniu starszego sierżanta. W styczniu 1945 brał udział w walkach w rejonie Radomia i Zwolenia. 14 stycznia 1945 jako pierwszy wdarł się do okopu Niemców, zabijając dwóch oficerów i siedmiu żołnierzy; w ślad za nim poszli pozostali żołnierze jego plutonu, wdzierając się do okopu i zabijając wszystkich znajdujących się w nim niemieckich żołnierzy. Podczas podchodzenia do drugiej linii okopów, gdy dostrzegł ukryty bunkier, podczołgał się w jego kierunku i wrzucił tam kilka granatów, unieszkodliwiając go; został wówczas ranny. Użył znalezionego w bunkrze karabinu maszynowego i zadał wrogowi duże straty, po czym poprowadził pluton do ataku na trzecią linię okopów, zmuszając wroga do ucieczki. Później prowadził atak plutonu na niemiecki garnizon w Zwoleniu, który następnie się poddał. Niedługo potem brał udział w ataku na niemiecki garnizon w Radomiu. Przyczynił się do zdobycia 20 niemieckich transporterów opancerzonych i samochodów oraz zbiorów dokumentów sztabowych. W 1946 został zdemobilizowany, wrócił do rodzinnej wsi, gdzie pracował jako ślusarz w kołchozie.

## Odznaczenia
- Złota Gwiazda Bohatera Związku Radzieckiego (27 lutego 1945)
- Order Lenina
- Order Wojny Ojczyźnianej I klasy
- Order Czerwonego Sztandaru Pracy
- Order Czerwonej Gwiazdy

I medale.